# Mordellistena huachucaensis
Mordellistena huachucaensis är en skalbaggsart som beskrevs av Ray 1946. Mordellistena huachucaensis ingår i släktet Mordellistena och familjen tornbaggar. Inga underarter finns listade i Catalogue of Life.